# Maisa Rojas

Maisa Rojas (2022)

María Heloísa Juana „Maisa“ Rojas Corradi (geb. 10. August 1972) ist eine chilenische Klimawissenschaftlerin und Politikerin. Seit 2022 ist sie Umweltministerin im Kabinett von Präsident Gabriel Boric.

## Leben
Rojas studierte in den 1990er-Jahren an der Universität von Chile Physik. Sie promovierte am Lincoln College in Oxford in Atmosphärenphysik. Sie war Leiterin des interdisziplinären Center for Climate and Resilience Research des Landes.

## Wirken
Rojas war Koordinatorin des wissenschaftlichen Beirats der UN-Klimakonferenz in Madrid, die zunächst in Chile stattfinden sollte, jedoch aufgrund von politischen Unruhen in Chile nach Spanien verlegt wurde; nach eigenen Aussagen trug ihre Rolle zu ihrer Politisierung bei. Rojas war 2021 eine der Autoren des Sechsten Sachstandsberichts des Weltklimarats (IPCC), in dem davor gewarnt wurde, dass große, durch menschliche Aktivitäten verursachte Klimaveränderungen unvermeidlich und unumkehrbar seien. Sie sagte einmal zur Klimakrise: „Die globale Erwärmung ist ein Symptom dafür, wie sich unsere Zivilisation in den 200 Jahren seit der industriellen Revolution entwickelt hat. Sie hatte zwei Folgen: Zum einen die Verschlechterung unserer physischen Umwelt, zum anderen strukturelle Ungleichheit, die im Fall von Chile die Grundlage für die sozialen Unruhen bildet, die 2019 begannen – und zum Schreiben einer neuen Verfassung führten.“ Entsetzt von den Wahlchancen des Rechtsextremisten und Klimawandelleugners José Antonio Kast bei den Präsidentschaftswahl im Jahr 2021 schrieb Rojas mit anderen Wissenschaftlern einen Brief an die Fachzeitschrift Nature, in dem sie vor dessen Wahlsieg warnte. Sie wurde bald darauf als Umweltsprecherin in Gabriel Borics Wahlkampfteam aufgenommen.

## Veröffentlichungen (Auswahl)
- Garreaud, R., Lopez, P., Minvielle, M., & Rojas, M. (2013). Large-scale control on the Patagonian climate. Journal of Climate, 26(1), 215-230.
- Masson-Delmotte, V., Schulz, M., Abe-Ouchi, A., Beer, J., Ganopolski, A., Rouco, J. G., ... & Timmermann, A. (2013). Information from paleoclimate archives. In: Climate change 2013: The physical science basis: Contribution of Working Group I to the Fifth Assessment Report of the Intergovernmental Panel on Climate Change (pp. 383-464). Cambridge University Press.
- Moreno, P. I., Vilanova, I., Villa-Martínez, R., Garreaud, R. D., Rojas, M., & Pol-Holz, D. (2014). Southern Annular Mode-like changes in southwestern Patagonia at centennial timescales over the last three millennia. Nature Communications, 5(1), 1-7.
- Seth, A., Rauscher, S. A., Biasutti, M., Giannini, A., Camargo, S. J., & Rojas, M. (2013). CMIP5 projected changes in the annual cycle of precipitation in monsoon regions. Journal of Climate, 26(19), 7328-7351.